# Matthew Francis Brady
Matthew Francis Brady (* 15. Januar 1893 in Waterbury, Connecticut, USA; † 20. September 1959) war ein US-amerikanischer Geistlicher und römisch-katholischer Bischof von Manchester.

## Leben
Matthew Francis Brady studierte am Seminar St. Thomas des Bistums Hartford, am Amerikanischen Kolleg in Löwen, Belgien, und am St. Bernard’s Priesterseminar in Rochester. Er empfing am 10. Juni 1916 durch Bischof John Joseph Nilan das Sakrament der Priesterweihe für das Bistum Hartford. Bis 1918 war er Militärgeistlicher (Chaplain) bei der United States Army. Anschließend war er in der Pfarrseelsorge des Bistums Hartford tätig. Von 1922 bis 1932 lehrte er am Seminar St. Thomas.
Am 30. Juli 1938 ernannte ihn Papst Pius XI. zum Bischof von Burlington. Der Apostolische Delegat in den Vereinigten Staaten, Erzbischof Amleto Giovanni Cicognani, spendete ihm am 26. Oktober desselben Jahres die Bischofsweihe; Mitkonsekratoren waren der Bischof von Hartford, Maurice Francis McAuliffe, und der Bischof von Portland, Joseph Edward McCarthy.
Am 11. November 1944 ernannte ihn Papst Pius XII. zum Bischof von Manchester.